# 배민희 (핸드볼 선수)
배민희(1988년 7월 11일 ~ )는 대한민국의 핸드볼 선수이며, 경남개발공사 소속이다.

## 학력
- 배봉초등학교 (졸업)
- 휘경여자중학교 (졸업)
- 휘경여자고등학교 (졸업)
- 한국체육대학교 체육학과 (졸업)

## 경력
- 2008년 하계 올림픽 여자 핸드볼 국가대표
- 2010년 아시안 게임 여자 핸드볼 국가대표

## 수상
- 2008년 하계 올림픽 여자 핸드볼 동메달
- 2010년 아시안 게임 여자 핸드볼 동메달